# Night in the Woods
Night in the Woods (с англ. — «Ночь в лесу») — компьютерная игра в жанре квест, разработанная студиями Secret Lab и Infinite Fall. Главным героем игры является антропоморфная кошка по имени Мэй, которая возвращается в родной городок после долгого отсутствия и сталкивается с мрачными тайнами.
Игра вышла на Windows, PlayStation 4, Xbox One, macOS, Linux в 2017 году, Nintendo Switch в 2018 году и iOS в 2021 году. 

## Описание
Мэй, единственный ребёнок в своей семье, вернулась в родной город Поссум-Спрингс. Жители города — люди, наделённые зооморфическими качествами. Мэй бросила колледж, в жизни у неё нет твердых планов или целей, она вернулась в Поссум-Спрингс лишь для того, чтобы снова гулять и общаться со своими старыми друзьями или просто с людьми, с которыми она провела детство. Но мир детства исчез — теперь все друзья взрослые, у них своя жизнь. Основная цель игры — изучение окружающего мира. Мэй может бегать и прыгать, а также взаимодействовать с другими жителями города и некоторыми элементами окружения.

## Сюжет
Поначалу в городе не заметно ничего плохого, однако со временем Мэй начинает вливаться в жизнь города. Отправной точкой для основной сюжетной линии становится похищение одного из жителей города, произошедшее во время Хэллоуина. Мэй пускается в погоню за странной фигурой: добежав до забора, который разграничивает край города и лес, она видит похитителя, стоящего на холме, за забором. Целостность забора, а также его высота, приводят Мэй в крайнее недоумение, так как преодолеть эту преграду было невозможно, не повредив её. Она решает, что это скорее всего был призрак.
Мэй никто не воспринимает всерьез, кроме её друзей, которые хоть и проявляют сильный скептицизм по поводу её догадок, однако в некоторой степени верят ей. Мэй подбивает своих друзей на поиск необычных инцидентов, это заводит их на местное кладбище, а затем и на утёс около города. Там они видят ту самую странную фигуру, которая наблюдает за ними. В обоих случаях им удаётся оторваться и убежать от неё.
На третий раз компания решает посетить лес, там, возле входа в заброшенную шахту, они видят дюжину фигур в чёрных плащах, столпившихся вокруг тринадцатой фигуры, ногу которой придавил камень. Мэй и компания слышат их диалог, по мере развития которого игрок узнаёт, что товарищи пострадавшего проявляют сильное негодование по поводу инцидента с отрезанной рукой, которую пострадавший оставил около центра города, они говорят о некоем последующем наказании, а также принимают решение отрезать ногу. Мэй выдаёт своё местоположение вскриком, за ними начинается погоня. Всем удаётся оторваться, кроме Мэй, которую подстрелили из винтовки, однако она выжила, более того, странные фигуры не смогли найти её, пока она была без сознания.
Через некоторое время Мэй приходит в себя, добирается до города, и там снова теряет сознание. Позже она приходит в себя в больничной палате, ранение оказывается не таким уж и серьёзным, поэтому довольно быстро ситуация нормализуется, и Мэй возвращается к повседневной жизни. К сожалению, ей не даёт покоя произошедший инцидент, и через некоторое время она решает отправиться в одиночку в тот самый лес. Там она встречает Эйди, одну из загадочных фигур, однако его ранит в плечо с помощью арбалета один из её друзей Грегг (вся компания тайком проследовала за ней в лес). После непродолжительного диалога они решают последовать в заброшенную шахту за Эйди.
В шахте они находят остальных существ, оказавшихся членами культа, цель которого — сбрасывать жителей города в глубокую яму без дна, со слов главы культа — в обмен на эти жертвы неизвестная сущность под названием «Чёрная Коза» якобы не даёт экономике городка умереть, в процессе диалога друзья узнают, что культисты убили 39 жителей, а также тот факт, что культ состоит в основном из старых жителей города. Друзей отпускают, но Эйди преследует их и пытается похитить Мэй, однако ему это не удаётся, обрушивается лифт который ведёт в верхнюю часть шахты, и зажимает культиста, из-за чего тому отрывает руку, а большая часть самой шахты обрушивается. Культисты остаются в нижней части шахты, а компания — наверху. Друзьям удаётся выбраться, после чего начинается диалог, в котором большинство изъявляет желание подорвать остальную часть шахты с помощью динамита.

## Разработка
Студия Infinite Fall и её создатель Алек Холовка на сайте Kickstarter начали акцию по привлечению средств для своей игры. Акции проводились с 2014 по 2015 год. За все время сборов средств на разработку игры было привлечено 7372 инвестора, а итоговая сумма сбора составила 209 тыс. долларов, многократно превысив цель в 50 тыс. долларов.
В создании проекта участвовал Скотт Бенсон. Изначально разработчики планировали выпустить игру в 2015 году, однако дата релиза несколько раз откладывалась. В январе 2017 года авторы анонсировали выход на 21 февраля 2017 года. Night in the Woods вышла на Windows, PlayStation 4, macOS и Linux.
31 августа 2019 года один из создателей игры Алек Холовка покончил жизнь самоубийством. Этому предшествовали обвинения в изнасиловании со стороны Зоуи Куинн, увольнение из студии Infinite Fall и отмена неанонсированного проекта.

## Оценки
| Сводный рейтинг       | Сводный рейтинг                                |
| Агрегатор             | Оценка                                         |
| --------------------- | ---------------------------------------------- |
| GameRankings          | - PC: 88,00 % - NS: 86,00 %                    |
| Metacritic            | NS: 87/100 PC: 88/100 PS4: 87/100 XONE: 74/100 |
| Иноязычные издания    |                                                |
| Издание               | Оценка                                         |
| Game Informer         | 8,8/10                                         |
| GameSpot              | 9/10                                           |
| IGN                   | 8,7/10                                         |
| PC Gamer (US)         | 8,2/10                                         |
| Polygon               | 7,5/10                                         |
| Русскоязычные издания |                                                |
| Издание               | Оценка                                         |
| «IGN Россия»          | 7,7 из 10                                      |
| Riot Pixels           | 65 %                                           |
| «Игромания»           | 7,5 из 10                                      |
| «Игры Mail.ru»        | 9 из 10                                        |
| «Канобу»              | 9 из 10                                        |
| «НИМ»                 | 8,5 из 10                                      |

Night in the Woods получила премию BAFTA в области игр 2018 года в номинации «Narrative».
Летом 2018 года, благодаря уязвимости в защите Steam Web API, стало известно, что точное количество пользователей сервиса Steam, которые играли в игру хотя бы один раз, составляет 216 979 человек.